# Hurling

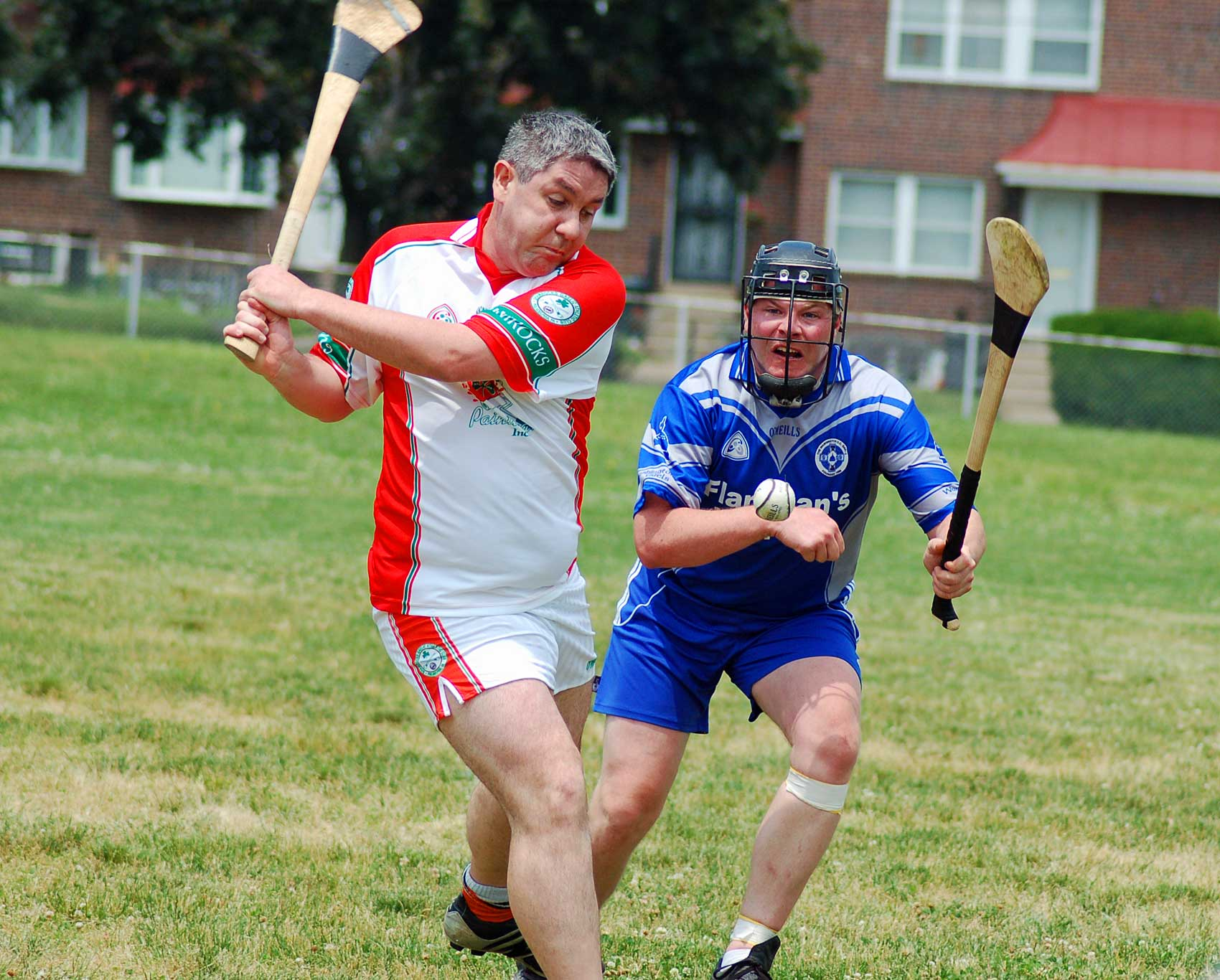
Mecz pomiędzy zespołami DC Gaels i Shamrocks (Filadelfia, Stany Zjednoczone)

Hurling (irl. Iomáint) – gra zespołowa, w której gracze używają kijów i piłek. Uważana za najszybszy zespołowy sport świata. Grana głównie w Irlandii Północnej i Irlandii, gdzie obok futbolu gaelickiego jest sportem narodowym i cieszy się ogromną popularnością. Kobieca odmiana tego sportu to camogie.
Każde hrabstwo irlandzkie ma swoją drużynę. Przez cały sezon rozgrywają one mecze pomiędzy sobą.

## Historia
Pierwsze zapisy na temat hurlingu pochodzą z XIV wieku.

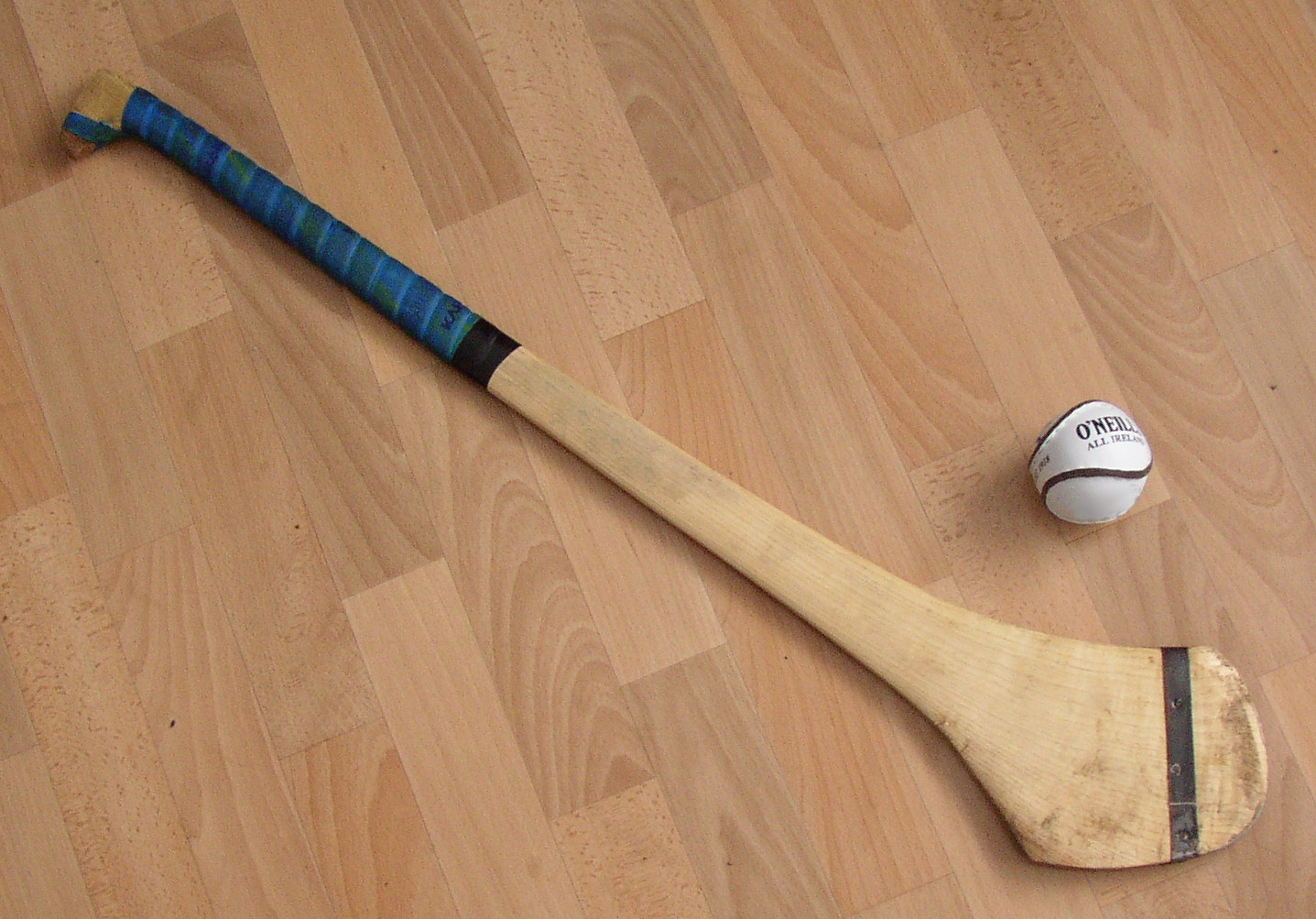
Kij i piłka do hurlingu

W 2009 r. mistrzem była drużyna Kilkenny Cats z hrabstwa Kilkenny, która zdobyła tytuł mistrza czwarty raz z rzędu (wygrała mecz z drużyną z hrabstwa Cork w 2006 r., obroniła tytuł w finałach 2007 w meczu z hrabstwem Limerick, wygrała finałowy mecz z drużyną z hrabstwa Waterford w 2008 roku, a w meczu rozegranym 6 września w Croke Park w Dublinie obroniła swój tytuł w rozgrywce z drużyną z hrabstwa Tipperary), co zdarzyło się po raz pierwszy od roku 1944, kiedy cztery tytuły z kolei przypadły drużynie hrabstwa Cork, przy czym należy zaznaczyć, że drużyny z Cork i Kilkenny są jedynymi, którym kiedykolwiek udało się wygrać po cztery razy z rzędu.
Podczas rozegranego 4 września 2010 roku na stadionie Croke Park w Dublinie finału All Ireland Hurling Championship, mistrzem została drużyna hrabstwa Tipperary (4–17) pokonując Kilkenny Cats (1–18). Tytuł Under 21 All Ireland Hurling Champions (zawodnicy poniżej 21. roku życia) również w tym roku należy do Tipperary.
W Polsce pierwszym klubem, w którym możliwe było uprawianie hurlingu oraz futbolu gaelickiego był Cumann Warszawa.

## Zasady gry

Schemat pola gry

Każda drużyna składa się z piętnastu graczy: bramkarza, 6 obrońców, 2 pomocników i 6 napastników. W czasie meczu trener może skorzystać z pięciu graczy rezerwowych. Pole gry ma wymiary 130–145 m długości i 80–90 m szerokości. Bramki wyglądają identycznie jak do gry w rugby. Jeśli piłka wpadnie do bramki pod poprzeczką jest to jeden gol, liczony jako trzy punkty. Jeśli wpadnie nad poprzeczką jest to tylko jeden punkt.
Mecze mistrzowskie i międzynarodowe trwają 70 minut i dzielą się na dwie części po 35 minut, w zawodach niższych klas czas meczu to 60 minut (2×30).

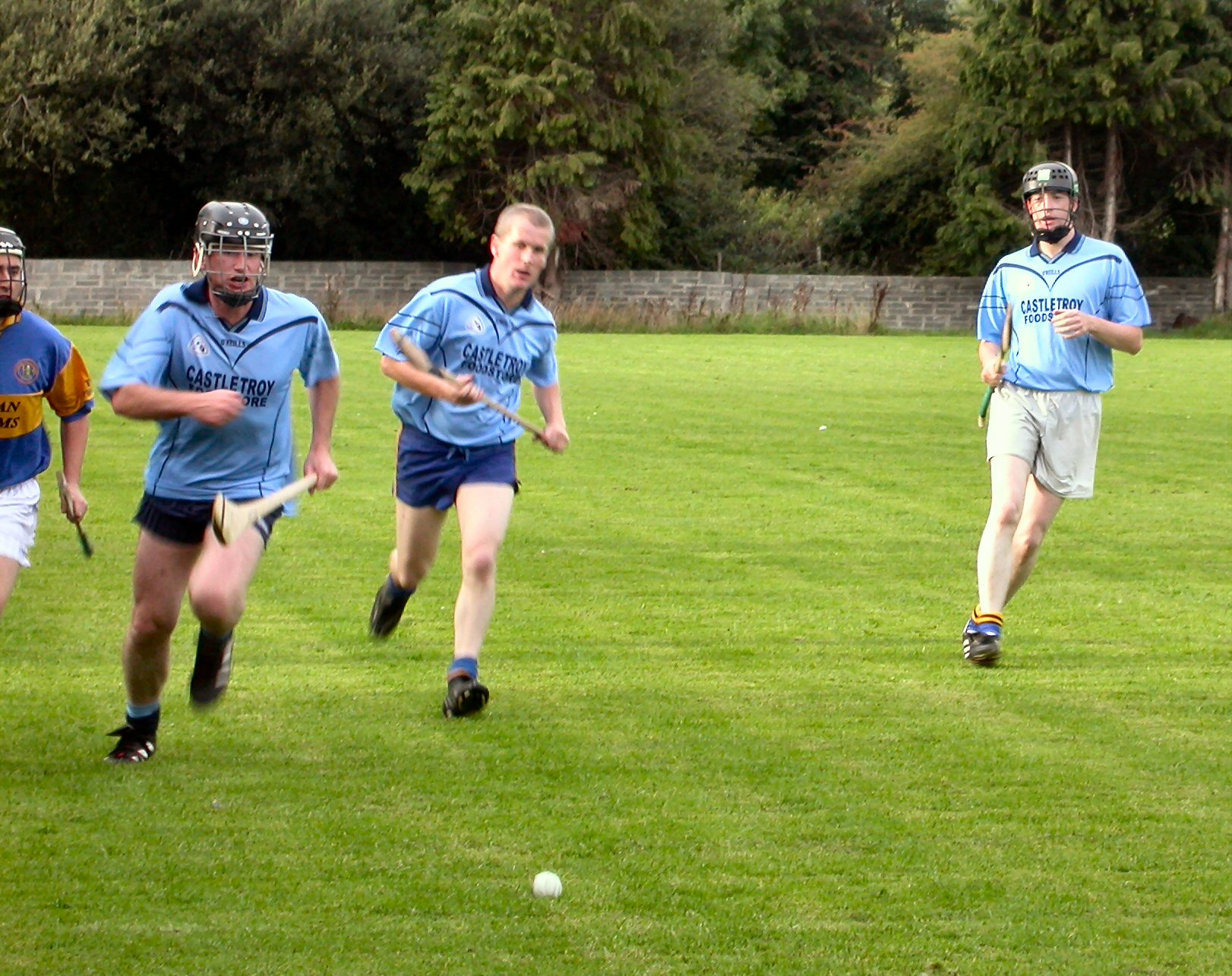
Mecz Áth an Mhuilinn przeciwko Tobar Phádraig (Limerick, 2004)

Kije wykonywane są z drewna jesionowego i mają 64–97 cm długości. Sliotar (piłka) jest ze skóry i ma średnicę 65 mm (23–25 cm obwodu) i waży 110–120 gramów. Piłka w czasie strzału osiąga prędkość do 150 km/h, a gracze trafiają w bramkę z odległości do 100 m.
W czasie meczu gracze atakują bramkę przeciwnika i chronią swoją własną. Piłkę można chwytać w rękę, kopać lub przenosić na kiju. Jednak po czterech sekundach lub czterech wykonanych przez posiadacza piłki krokach, piłka musi być podana dalej.
Mecze międzynarodowe są sędziowane przez 8 sędziów.

## Hurling kornwalijski
Odmianę hurlingu uprawia się w Kornwalii, dla odróżnienia nazywanego hurlingiem kornwalijskim. Obecnie rozgrywki odbywają się tylko w miastach St Ives i St Columb Major.